# Settimo cielo (film 2008)
Settimo cielo (Wolke 9) è un film del 2008 diretto da Andreas Dresen, presentato al 61º Festival di Cannes nella sezione Un Certain Regard, vincendo il riconoscimento Coup de coeur della giuria.

## Trama
Il film racconta la storia di Inge, una signora di circa sessant'anni sposata felicemente da trenta, che conduce un’esistenza tutto sommato tranquilla e nella norma per una donna della sua età.
La sua vita cambierà improvvisamente quando avverrà l'incontro con il più anziano Karl, che la porterà a tradire il marito e a instaurare una relazione extraconiugale piena di passione, un sentimento che Inge mai avrebbe pensato, prima di conoscere Karl, di provare ancora in modo così forte e trascinante.
In seguito alla separazione e all'abbandono del tetto coniugale di lei, che si stabilisce da Karl, il marito di Inge si uccide.

## Critica
Nell'occasione della manifestazione francese l'opera ha ricevuto unanimi giudizi di approvazione da parte della critica, che ne ha sottolineato in particolare il sapiente montaggio e lo stile raffinato, quasi iperrealistico, dato dall'eccellente fotografia di Michael Hammon.

## Riconoscimenti
- 2008 - Festival di Cannes
  - Coup de coeur della giuria - Un Certain Regard